# Бєларуськалій
Бєларуськалій, Білоруськалій — виробниче об'єднання, флагман гірничої промисловості Білорусі, один з найбільших світових виробників і експортерів мінеральних калійних добрив.

## Історія
У 1949 в Білорусі відкрито одне з найбільших у світі родовищ калійних солей — Старобінське. Його освоєння почалося в 1958, а промисловий видобуток калійної солі розпочато 9 січня 1961. Перша черга Першого Солігорського калійного комбінату була введена в експлуатацію в грудні 1963.
У серпні 2020 частина працівників підприємства долучилася до національного страйку з вимогою відставки керівника Білорусі Олександра Лукашенка. 19 листопада «Білоруськалій» звільнив 49 страйкуючих робітників за «прогули».
У червні 2021 року Євросоюз ввів щодо Білорусі секторальні санкції, включаючи заборону на торгівлю і транзит деяких видів калійних добрив. 9 серпня 2021 року США додали «Білоруськалій» в список спеціально позначених громадян і заблокованих осіб. У той же день Велика Британія та Канада ввели обмеження на деякі білоруські калійні добрива. 2 грудня 2021 року «Білоруськалій» потрапив під санкції Великій Британії, у той час як Міністерство фінансів США включило «Білоруську калійну компанію» та її дочірню компанію «Агророзквіт» до американського санкційного списку.
У 2022 році через вторгнення Росії в Україну Канада, ЄС та Швейцарія запровадили санкції проти «Білоруськалія», його генерального директора Івана Головатого, а також «Білоруської калійної компанії». У січні 2023 року «Білоруськалій» був внесений до санкційного списку України. У вересні 2024 року Суд Європейського Союзу відмовився знімати санкції ЄС з Головатого, Білоруськалію та Білоруської калійної компанії.
У серпні 2024 року вийшло розслідування Білоруського розслідувальницького центру, Белсату, «Схем», Кіберпартизан та OCCRP, згідно з яким для обходу санкцій проти «Білоруськалію» використовується компанія, зареєстрована на Кіпрі та пов'язана з оточенням Віктора Шеймана.
4 листопада 2024 року новим генеральним директором «Білоруськалію» став Андрій Рибаков, який раніше очолював «Белнафтохім». У грудні 2024 року Рибаков був доданий до списків санкцій Європейського союзу та Швейцарії.
Згідно з новим розслідуванням Білоруського розслідувальницького центру, випущеним у березні 2025 року, вироблена «Білоруськалієм» технічна сіль всупереч санкціям продається в ЄС як антигололедний реагент.

## Характеристика
У 1997 видобуло 23,4 млн тон руди і виробило 3,25 млн тон мінеральних добрив в перерахунку на 100 % К2О. Тільки 15 % продукції об'єднання залишається в Білорусі, а інша експортується в 50 країн світу: РФ (37 %), КНР, Польща, США, Малайзія та інші країни.
На підприємстві випускається 1/6 доля калійних добрив у світі. У серпні 2003 на Беларуськалій була видобута мільярдна тонна руди. Виручка підприємства за 2006 склала близько $1 млрд.
Обсяг видобутку в 2007 перевищив 8 млн тон (у фізичній вазі), з них було експортовано 7,216 млн тон, експортна виручка — $ 1,325 млрд.
У 2008 підприємство експортувало 6,483 млн тон добрив, при цьому виручка склала $ 3,379 млрд. Спільно з ВАТ «Уралкалий» підприємство є засновником ЗАТ «Білоруська калійна компанія» — одного з найбільших постачальників калійних добрив.

## Технологія розробки
Технологія гірничих робіт:
- Камерна система розробки;
- Стовпова система розробки;
- Комбінована система розробки;
- Проведення підготовчих виробок.

Технологія збагачення:
- Флотаційний метод;
- Галургічний метод.